# How I Met Your Mother (mùa 5)
Phần thứ năm của loạt phim hài kịch tình huống truyền hình dài tập Hoa Kỳ How I Met Your Mother được công chiếu từ ngày 21 tháng 9 năm 2009 và kết thúc vào 24 tháng 5 năm 2010. Phần phim này bao gồm 24 tập phim, mỗi tập kéo dài xấp xỉ 22 phút. Đài CBS công chiếu phần phim này vào mỗi đêm thứ Hai lúc 8:00 tại Hoa Kỳ

## Dàn diễn viên

### Diễn viên chính
- Josh Radnor trong vai Ted Mosby (24 tập)
- Jason Segel trong vai Marshall Eriksen (24 tập)
- Cobie Smulders trong vai Robin Scherbatsky (24 tập)
- Neil Patrick Harris trong vai Barney Stinson (24 tập)
- Alyson Hannigan trong vai Lily Aldrin (24 tập)
- Bob Saget (không được ghi tên) trong vai Ted Tương lai (lồng tiếng) (24 tập)

### Diễn viên phụ
- Lyndsy Fonseca trong vai Penny (9 tập, 2009–2010)
- David Henrie trong vai Luke (9 tập, 2009–2010)
- Marshall Manesh trong vai Ranjit (2 tập, 2009–2010)
- Joe Nieves trong vai Carl (2 tập, 2010)
- Charlene Amoia trong vai Nữ bồi bàn Wendy (2 tập, 2009–2010)
- Cristine Rose trong vai Virginia Mosby
- Benjamin Koldyke trong vai Don Frank
- Chris Elliott trong vai Mickey Aldrin

### Diễn viên khách mời
- Joe Manganiello trong vai Brad Morris (1 tập, 2009)
- Tim Gunn trong vai TV's Tim Gunn (1 tập, 2010)
- Lindsay Sloane trong vai Jen (1 tập, 2009)
- Bryan Callen trong vai Bilson (1 tập, 2009)
- Rachel Bilson trong vai Cindy (1 tập, 2010)
- Jennifer Lopez trong vai Anita Appleby (1 tập, 2010)
- Stacy Keibler trong vai Krina (1 tập, 2010)
- Amanda Peet trong vai Jenkins (1 tập, 2010)
- Nick Swisher trong vai Chính anh (1 tập, 2010)
- Carrie Underwood trong vai Tiffany (1 tập, 2010)
- Malin Åkerman trong vai Movie Stella (1 tập, 2010)
- Chris Kattan trong vai Jed Mosely (1 tập, 2010)
- Judy Greer trong vai Royce (1 tập, 2010)
- Peter Bogdanovich trong vai Chính anh (1 tập, 2010)
- Charles Chun trong vai Mr. Park (1 tập, 2009)[1]
- Sarah Wright trong vai Claire (1 tập, 2009)

## Các tập phim
| Số tập tổng thể | Số tập theo phần | Tên tập phim                         | Đạo diễn            | Biên kịch                     | Ngày công chiếu      | Mã sản xuất | Khán giả Hoa Kỳ (theo triệu người) |
| --------------- | ---------------- | ------------------------------------ | ------------------- | ----------------------------- | -------------------- | ----------- | ---------------------------------- |
| 89              | 1                | "Definitions"                        | Pamela Fryman       | Carter Bays & Craig Thomas    | 21 tháng 9 năm 2009  | 5ALH01      | 9.09                               |
| 90              | 2                | "Double Date"                        | Pamela Fryman       | Matt Kuhn                     | 28 tháng 9 năm 2009  | 5ALH02      | 8.73                               |
| 91              | 3                | "Robin 101"                          | Pamela Fryman       | Carter Bays & Craig Thomas    | 5 tháng 10 năm 2009  | 5ALH03      | 8.23                               |
| 92              | 4                | "The Sexless Innkeeper"              | Pamela Fryman       | Kourtney Kang                 | 12 tháng 10 năm 2009 | 5ALH04      | 8.56                               |
| 93              | 5                | "Duel Citizenship"                   | Pamela Fryman       | Chuck Tatham                  | 19 tháng 10 năm 2009 | 5ALH05      | 8.07                               |
| 94              | 6                | "Bagpipes"                           | Pamela Fryman       | Robia Rashid                  | 2 tháng 11 năm 2009  | 5ALH06      | 8.82                               |
| 95              | 7                | "The Rough Patch"                    | Pamela Fryman       | Chris Harris                  | 9 tháng 11 năm 2009  | 5ALH07      | 8.82                               |
| 96              | 8                | "The Playbook"                       | Pamela Fryman       | Carter Bays & Craig Thomas    | 16 tháng 11 năm 2009 | 5ALH08      | 8.44                               |
| 97              | 9                | "Slapsgiving 2: Revenge of the Slap" | Pamela Fryman       | Jamie Rhonheimer              | 23 tháng 11 năm 2009 | 5ALH09      | 8.75                               |
| 98              | 10               | "The Window"                         | Pamela Fryman       | Joe Kelly                     | 7 tháng 12 năm 2009  | 5ALH11      | 8.79                               |
| 99              | 11               | "Last Cigarette Ever"                | Pamela Fryman       | Theresa Mulligan Rosenthal    | 14 tháng 12 năm 2009 | 5ALH10      | 9.65                               |
| 100             | 12               | "Girls Versus Suits"                 | Pamela Fryman       | Carter Bays & Craig Thomas    | 11 tháng 1 năm 2010  | 5ALH12      | 9.78                               |
| 101             | 13               | "Jenkins"                            | Neil Patrick Harris | Greg Malins                   | 18 tháng 1 năm 2010  | 5ALH13      | 10.52                              |
| 102             | 14               | "Perfect Week"                       | Pamela Fryman       | Craig Gerard & Matthew Zinman | 1 tháng 2 năm 2010   | 5ALH14      | 9.28                               |
| 103             | 15               | "Rabbit or Duck"                     | Pamela Fryman       | Carter Bays & Craig Thomas    | 8 tháng 2 năm 2010   | 5ALH15      | 10.00                              |
| 104             | 16               | "Hooked"                             | Pamela Fryman       | Kourtney Kang                 | 1 tháng 3 năm 2010   | 5ALH16      | 10.37                              |
| 105             | 17               | "Of Course"                          | Pamela Fryman       | Matt Kuhn                     | 8 tháng 3 năm 2010   | 5ALH18      | 10.06                              |
| 106             | 18               | "Say Cheese"                         | Pamela Fryman       | Robia Rashid                  | 22 tháng 3 năm 2010  | 5ALH17      | 8.37                               |
| 107             | 19               | "Zoo or False"                       | Pamela Fryman       | Stephen Lloyd                 | 12 tháng 4 năm 2010  | 5ALH22      | 6.88                               |
| 108             | 20               | "Home Wreckers"                      | Pamela Fryman       | Chris Harris                  | 19 tháng 4 năm 2010  | 5ALH20      | 7.71                               |
| 109             | 21               | "Twin Beds"                          | Pamela Fryman       | Theresa Mulligan Rosenthal    | 3 tháng 5 năm 2010   | 5ALH19      | 7.70                               |
| 110             | 22               | "Robots Versus Wrestlers"            | Rob Greenberg       | Jamie Rhonheimer              | 10 tháng 5 năm 2010  | 5ALH21      | 8.16                               |
| 111             | 23               | "The Wedding Bride"                  | Pamela Fryman       | Stephen Lloyd                 | 17 tháng 5 năm 2010  | 5ALH24      | 7.69                               |
| 112             | 24               | "Doppelgangers"                      | Pamela Fryman       | Carter Bays & Craig Thomas    | 24 tháng 5 năm 2010  | 5ALH23      | 8.18                               |